# Saint-Angel (Allier)
Saint-Angel é uma comuna francesa na região administrativa de Auvérnia-Ródano-Alpes, no departamento Allier. Estende-se por uma área de 25,16 km². Em 2010 a comuna tinha 793 habitantes (densidade: 31,5 hab./km²).